# Divertikel

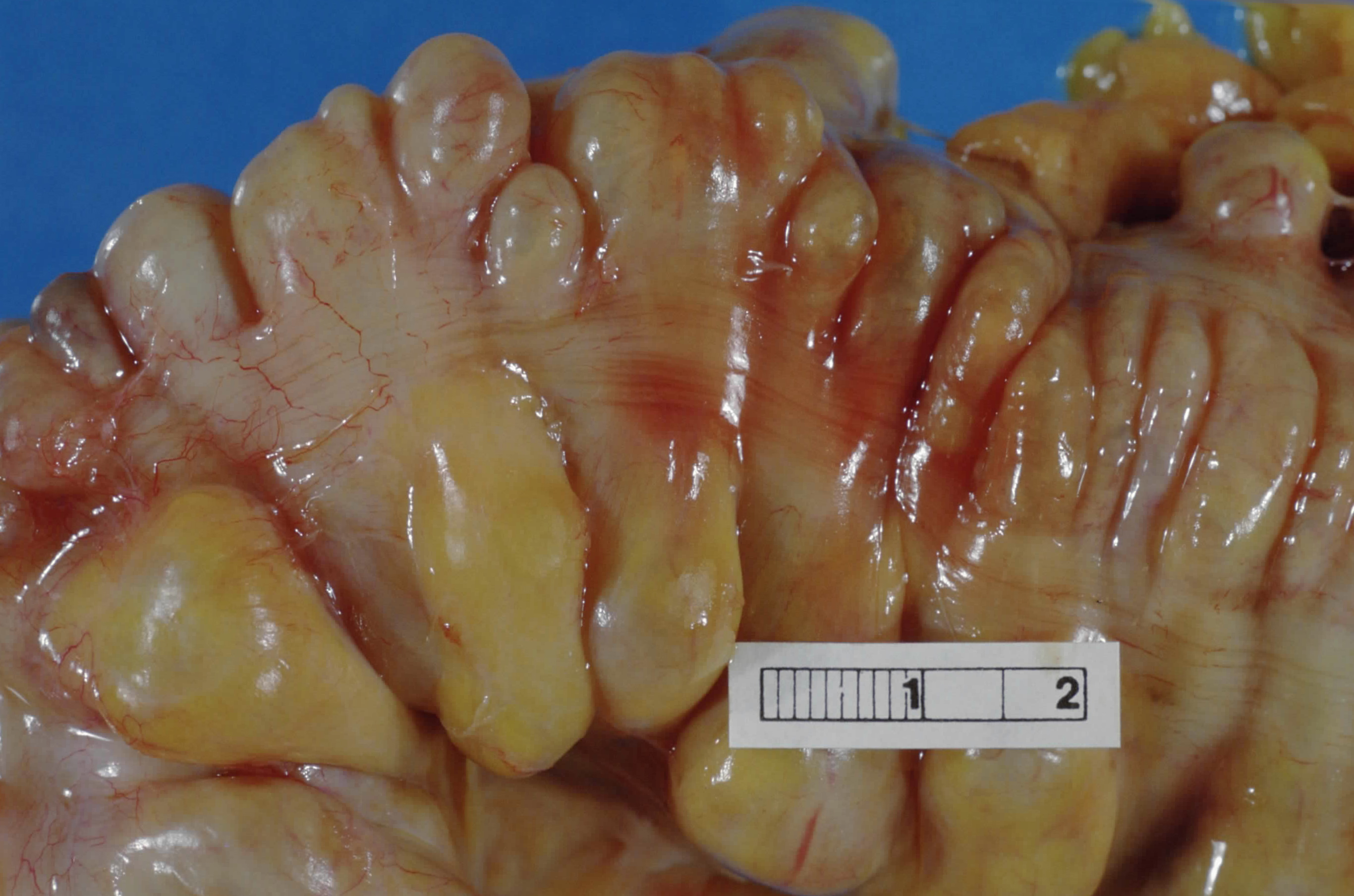
Divertikel sind in dieser Aufnahme mit Aufsicht von außen, als jene kleineren bläschenförmigen, unregelmäßig verteilten Ausstülpungen vom Inneren des sigmoiden Dickdarms (Darmlumen) nach außen zu sehen. Das horizontal verlaufende mäandernde Band ist eines der longitudinalen Muskelbänder (Taenium).

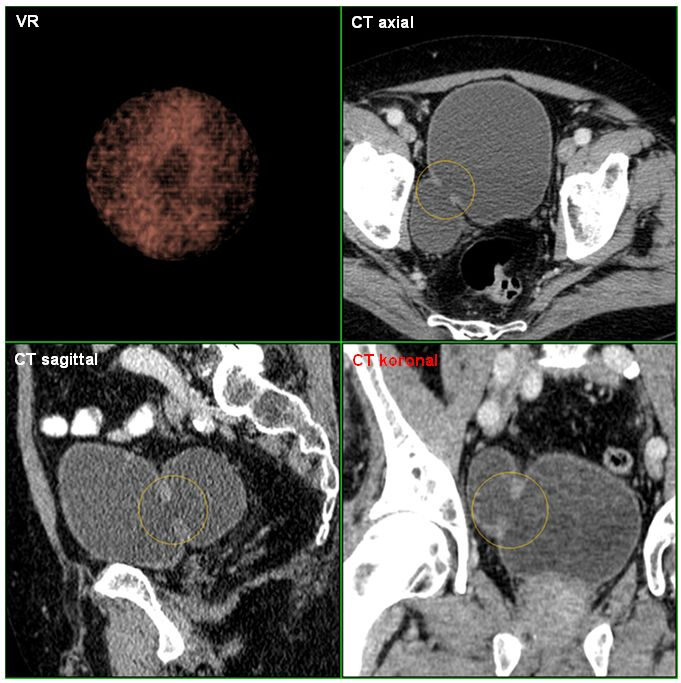
Ein Divertikel der Harnblase eines Mannes in der CT-Darstellung. Sie zeigt eine Ausstülpung des Blasenlumens in Richtung des Steißbeines, siehe rechts unten. Die VR-Darstellung links oben zeigt den mit einem Kreis beschriebenen Bereich.

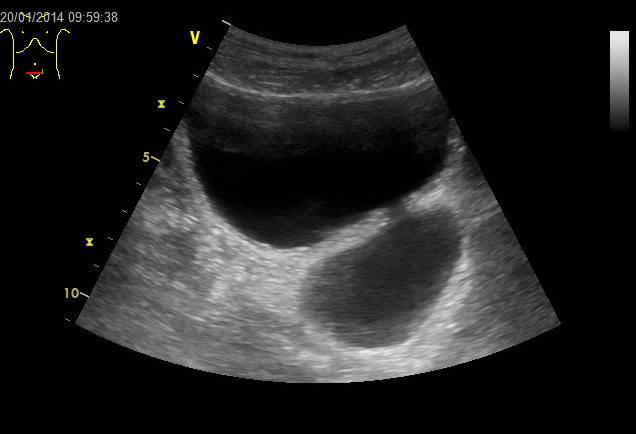
Harnblasendivertikel eines 59-jährigen Mannes, Transversalebene

Als Divertikel (lateinisch Diverticulum) bezeichnet man in der Medizin eine bläschen-, birnen- oder sackförmige Ausstülpung der Wände von Hohlorganen. Divertikel treten vorgeburtlich als normale Entwicklungsstufe verschiedener Organe auf. Nach der Geburt sind Divertikel Abweichungen vom Normalzustand des Körpers. Ein Behandlungsbedarf besteht jedoch zumeist nur bei Beschwerden. Sie entstehen durch Druck oder Zug.

## Divertikel mit möglichem Krankheitswert
Divertikel treten am häufigsten im Dickdarm (als Dickdarmdivertikel) auf, können aber auch in allen anderen Bereichen des Verdauungstrakts zwischen Schlund und Enddarm vorkommen. Im Harnapparat können Harnleiter (→ Harnleiterdivertikel), Harnblase (→ Balkenblase) oder Harnröhre betroffen sein. Relativ selten kommen Divertikel am Herzen vor. Gelegentlich treten sie als Trachealdivertikel in der Luftröhre auf.
Divertikel können angeboren oder erworben sein und werden nach ihren Formen unterschieden:
- Echtes Divertikel: Bei einem echten Divertikel sind alle Wandschichten ausgestülpt. Die Ursache ist meist ein Zug von außen (sogenanntes Traktionsdivertikel). Ein Beispiel ist das Meckel-Divertikel im Ileum, einem Teil des Dünndarms.
- Falsches Divertikel (Pseudodivertikel): Dabei sind einzelne Wandschichten – meist nur die Schleimhaut und die direkt darunter liegende Schicht – durch Lücken in der Muskulatur hindurch ausgestülpt (zum Beispiel an Gefäßdurchtrittsstellen). Die Ursache ist meist ein erhöhter Druck innerhalb des Hohlorgans, verbunden mit Wandschwächen (sogenanntes Pulsionsdivertikel). Beispiele sind das Zenker-Divertikel des Schlunds oder das oberhalb des Zwerchfells auftretende Divertikel der Speiseröhre („epiphrenales Divertikel“). Ein epiphrenales Divertikel ist häufig mit einer Funktionsstörung der glatten Muskulatur oder Hiatushernien verbunden.
- Divertikel des Darmes (Darmdivertikel)[1] sind vorwiegend im Dickdarm (insbesondere im Sigmoid) anzutreffen. Sie entstehen durch einen Prolaps der Schleimhaut durch die Muskellücken der Darmwand, sind also meistens Pseudodivertikel. Diese Muskellücken sind eigentlich Durchtrittsstellen der Darmwandgefäße und stellen somit einen Prädilektionsort für die Divertikelbildung dar. In einigen Fällen kann das Divertikel zunächst intramural (innerhalb der Darmwand) verlaufen, im späteren Verlauf nimmt die Ausstülpung der Schleimhaut an Größe zu und die Divertikel können symptomatisch werden. Häufig ist dies der Fall im höheren Lebensalter (> 60 Jahre). Als Ursache der Schleimhautausstülpung wird ein erhöhter Darminnendruck (= intraluminaler Druck) vermutet, der wiederum durch einen zu geringen Ballaststoffgehalt der Nahrung entstehen soll. Eine aktuelle Studie konnte jedoch keinen Schutzeffekt durch einen hohen Ballaststoffgehalt nachweisen.[2] Rektumdivertikel sind beim Menschen äußerst selten, kommen aber beim Hund, insbesondere im Zusammenhang mit einer Perinealhernie, häufiger vor.[3]

Bei einer Divertikulose (Divertikelkrankheit) liegen viele Divertikel vor. Diese verursachen grundsätzlich keine Beschwerden. Entwickeln sich bei einer Divertikulose Beschwerden, ist von einer symptomatischen unkomplizierten Divertikelkrankheit (SUD) die Rede. Die auftretenden unterschwelligen chronischen Entzündungen sind dabei lokal begrenzt. Erst bei einer Divertikulitis kommt es zur Entzündung eines oder mehrerer dieser Divertikel.

## Divertikel in der vorgeburtlichen Entwicklung
Nieren, Lunge und Thymus werden im normalen Verlauf der vorgeburtlichen Entwicklung zunächst als Divertikel von Vorgängerstrukturen angelegt.